# Хайчэн (Аньшань)
Хайчэ́н (кит. упр. 海城, пиньинь Hǎichéng) — городской уезд городского округа Аньшань провинции Ляонин (КНР). .

## История
На этой территории люди селились со времён палеолита. В период Сражающихся царств она входила в состав царства Янь, когда при империи Цзинь начались смуты, и территории северного Китая стали выходить из-под власти императорского двора, эти земли вошли в состав протокорейского государства Когурё. Китай смог вернуть их под свою власть лишь при империи Суй.
При империи Ляо в этих местах был образован округ Хайчжоу. В 1216 году здесь была столица просуществовавшей 70 дней возрождённой империи Ляо. При империи Цин на 10-й год правления под девизом «Шуньчжи» (1653) округ Хайчжоу был преобразован в уезд Хайчэн, подчинённый Ляоянской управе. В 1657 году, после расформирования Ляоянской управы, Хайчэн стал подчиняться Фэнтяню (современный Шэньян). В 1929 году провинция Фэнтянь была переименована в Ляонин, и уезд Хайчэн вошёл в состав Ляонина. После образования в 1932 году марионеточного государства Маньчжоу-го провинции Ляонин было возвращено название Фэнтянь. В 1937 году была осуществлена административная реформа, разделившая Инкоу по реке Ляохэ: восточная часть вошла в состав Хайчэна, западная — в состав уезда Паньшань.
После капитуляции Японии в 1945 году по указанию КПК в Хайчэне было образовано народное правительство, взявшее под контроль южную часть провинции Ляонин. В апреле 1946 года гоминьдановское правительство Китайской республики провело реформу административно-территориального деления Маньчжурии, разделив её на 9 провинций; Хайчэн остался в составе Ляонина. В октябре 1947 года Хайчэн был взят Народно-освободительной армией. В ноябре 1948 года, после освобождения всей Маньчжурии, Хайчэн вошёл в состав провинции Ляодун. В 1954 году провинции Ляодун и Ляоси были вновь объединены в провинцию Ляонин. В 1959 году Хайчэн вошёл в состав городского округа Аньшань. В 1966 году, во время «Культурной революции», народное правительство Хайчэна было распущено, был сформирован Хайчэнский ревком, а Хайчэн был переведён в состав Инкоу. В 1973 году он вернулся в состав Аньшаня, а в 1980 году ревком был вновь переименован в «народное правительство». В январе 1985 года уезд Хайчэн был преобразован в городской уезд.

## Соседние административно-территориальные единицы
К северо-западу от Хайчэна находится уезд Тайань, к северо-востоку — район Цяньшань, к юго-востоку — Сюянь-Маньчжурский автономный уезд. На северо-востоке Хайчэн граничит с городским округом Ляоян, на юго-западе — с городскими округами Инкоу и Паньцзинь.

## Административно-территориальное деление
Городской уезд Хайчэн делится на 4 уличных комитета и 23 посёлка.